# Sara Kılınç
Sara Kılınç, cyryl. Сара Кıлıнç (ur. 29 kwietnia 1997 w Jagodinie) – serbska siatkarka, reprezentantka kraju, grająca na pozycji przyjmującej. 
5 maja 2025 roku poślubiła Mustafe Kılınça, który jest pochodzenia tureckiego. Jej współmałżonek jest asystentem trenerów i statystykiem siatkarskim.

## Przebieg kariery
| Lata      | Klub                   |
| --------- | ---------------------- |
| 2012–2018 | Vizura Belgrad         |
| 2018–2020 | Żetysu Ałmaty          |
| 2020–2021 | Ałtaj Ust-Kamienogorsk |
| 2021–2022 | Proton Saratów         |
| 2022–2025 | Ageo Medics            |
| 2025–     | Kuzeyboru SK           |

## Sukcesy klubowe
Superpuchar Serbii:
- 2013, 2014, 2015, 2017

Liga serbska:
- 2014, 2015, 2016, 2017, 2018[8]

Puchar Serbii:
- 2015, 2016

Superpuchar Kazachstanu:
- 2018, 2019, 2020

Liga kazachstańska:
- 2019[9], 2020, 2021

Puchar Kazachstanu:
- 2020[10]

Liga japońska:
- 2024[11]

## Sukcesy reprezentacyjne
Mistrzostwa Europy Juniorek:
- 2014[12]

Liga Narodów:
- 2022[13]

Mistrzostwa Świata:
- 2022[14]

Mistrzostwa Europy:
- 2023[15]

## Nagrody indywidualne
- 2014: Najlepsza zagrywająca Mistrzostw Europy Juniorek[16]